# Etat 231-011–231-060
Die État 231-011 bis 231-060, auch Dieppoises genannt, waren eine Baureihe von Pacific-Lokomotiven, die für die französische Eisenbahngesellschaft Chemins de fer de l’État gebaut wurden. Zwischen 1910 und 1911 wurden insgesamt 50 Lokomotiven hergestellt.

## Geschichte
Die Lokomotiven wurden von drei verschiedenen Herstellern gebaut. Fives-Lille stellte 20 Lokomotiven her, Schneider ebenfalls 20 und die Société française de constructions mécaniques (SFCM) baute 10 Lokomotiven. Die Lokomotive 231-011 wurde an der Weltausstellung Brüssel 1910 präsentiert.
Nach anfänglichen Schwierigkeiten mit Entgleisungen wurde die erlaubte Höchstgeschwindigkeit der Lokomotiven auf 60 km/h beschränkt und sie wurden zunächst nur für Güterzüge eingesetzt. Nachdem das Laufdrehgestell geändert worden war, wurden die Lokomotiven 1912 wieder für Reisezüge freigegeben. Sie wurden den Depots Batignolles und Vaugirard in Paris zugeteilt und vor den Zügen nach Le Havre, Cherbourg, Le Mans und Thouars eingesetzt. Außerdem wurden sie für den Deauville Express verwendet, ein Angebot, das sich an die reichen Pariser richtete, die über das Wochenende das Casino im Badeort Deauville besuchen wollten.
Die Ablieferung der Pacific-Lokomotiven der Baureihe Etat 231-500, eine leicht abgewandelte Version der bewährten PO-Pacific 3500, verdrängte die 2’C-Lokomotiven der Etat 3800 und die Lokomotiven der Reihe Etat 231-011 bis 231-060 aus den hochwertigen Schnellzugdiensten.
Um 1922 wurde die Hälfte der Reihe Etat 231-011 bis 231-060 nach Dieppe verlegt, was ihnen den Spitznamen Dieppoises einbrachte. Die Lokomotiven wurden vor Zügen vom Gare Saint-Lazare in Paris über Pontoise nach Dieppe eingesetzt und ab 1929 verkehrten sie von Dieppe nach Le Mans sowie mit dem Manche-Océan nach Bordeaux. Dieser Zug diente vornehmlich Engländern, die nach Spanien reisten.
Bei der SNCF wurden die Lokomotiven zu 3-231 B 11 bis 3-231 B 60 umnummeriert. Die letzten Lokomotiven wurden 1957 ausgemustert. Es ist keine erhalten geblieben.

## Technik
Die Nassdampflokomotiven verfügten über ein Vierzylinder-Verbundtriebwerk mit außenliegenden  Hochdruckzylindern und innenliegenden Niederdruckzylindern. Sie basierten auf Elementen der Pacific-Vorserienlokomotiven der Chemins de fer de l’Ouest mit den Nummern 2901 und 2902 und den 2’C-Lokomotiven der Baureihe 3800 der État. Von den Vorserienlokomotiven wurde der Kessel und die Bisselachse übernommen, wobei die Heizrohrlänge von 6 m auf 6,3 m verlängert wurde und die Rauchkammer gekürzt wurde. Von der Baureihe 3800 wurde das Triebwerk übernommen.
Mehrere Lokomotiven erhielten 1931 Windleitbleche und ACFI-Speisewasservorwärmer. Ein Projekt zur Leistungssteigerung auf 1700 PS scheiterte um 1945.

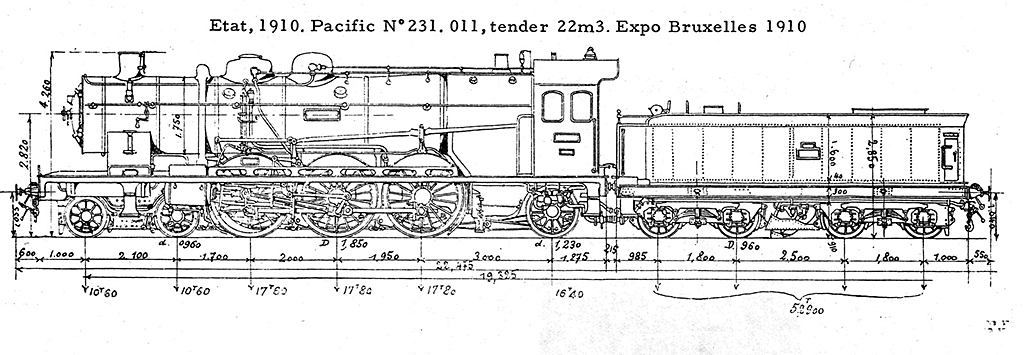
Lokomotive 231-011, hergestellt von Fives-Lille